# Tomáš Surový
Tomáš Surový (* 24. September 1981 in Banská Bystrica, Tschechoslowakei) ist ein slowakischer Eishockeyspieler, der seit Mai 2016 beim HC 05 Banská Bystrica aus der slowakischen Extraliga spielt.

## Karriere
Nach seiner Jugendzeit beim SK Iskra Banská Bystrica spielte der 1,83 m große Center in der slowakischen Extraliga. Beim NHL Entry Draft 2001 wurde der slowakische Rookie of the year 2000/01 als 120. in der vierten Runde von den Pittsburgh Penguins ausgewählt (gedraftet).
Zunächst wurde der Linksschütze bei den Wilkes-Barre/Scranton Penguins, dem AHL-Farmteam des Franchises aus Pennsylvania, eingesetzt. Seine ersten NHL-Einsätze absolvierte Surový in der Saison 2002/03, nach vier Spielzeiten bei den Penguins wechselte er schließlich zu Luleå HF. In der Saison 2006/07 war er mit 55 Punkten der Topscorer der Mannschaft.
Im Sommer 2007 unterschrieb er zunächst einen Vertrag bei den Phoenix Coyotes, blieb dann aber doch in Schweden bei Linköpings HC. In der Saison 2009/10 spielte er für den Skellefteå AIK, bevor er 2010 zu Dinamo Rigain die Kontinentalen Hockey-Liga wechselte. Nach einem Jahr für Dinamo wechselte er zusammen mit seinem Cheftrainer Július Šupler zum HK ZSKA Moskau.
Ab Mai 2012 stand er beim HC Lev Prag unter Vertrag und absolvierte für den KHL-Neuling insgesamt 55 Partien, ehe er im Juni 2013 vom HK Dinamo Minsk verpflichtet wurde. Für Dinamo Minsk sammelte er 24 Scorerpunkte in 50 Saisonpartien, ehe er im Juni 2014 innerhalb der KHL zum HC Slovan Bratislava wechselte. Für Slovan absolvierte er über 110 KHL-Partien und wurde im Frühjahr 2015 auch beim HC 05 Banská Bystrica eingesetzt. In der Saison 2015/16 war er zudem Mannschaftskapitän seines Teams. Im Mai 2016 wechselte er fest zum HC 05 Banská Bystrica.

### International
Für die slowakische Eishockeynationalmannschaft bestritt Tomáš Surový die Weltmeisterschaften 2006, 2007, 2009, 2011, 2012 und 2013, außerdem stand er bei den Olympischen Spielen 2006 in Turin auf dem Eis. Zuvor hatte er bereits die slowakischen Juniorennationalmannschaften durchlaufen.

## Erfolge und Auszeichnungen
- 2003 AHL All-Star Classic
- 2017 Slowakischer Meister mit dem HC 05 Banská Bystrica
- 2017 Topscorer (22) und bester Vorlagengeber (14) der slowakischen Extraliga
- 2018 Slowakischer Meister mit dem HC 05 Banská Bystrica
- 2019 Slowakischer Meister mit dem HC 05 Banská Bystrica

### International
- 1999 Bronzemedaille bei der U18-Junioren-Weltmeisterschaft
- 2012 Silbermedaille bei der Weltmeisterschaft

## Karrierestatistik

### International
(Legende zur Spielerstatistik: Sp oder GP = absolvierte Spiele; T oder G = erzielte Tore; V oder A = erzielte Assists; Pkt oder Pts = erzielte Scorerpunkte; SM oder PIM = erhaltene Strafminuten; +/− = Plus/Minus-Bilanz; PP = erzielte Überzahltore; SH = erzielte Unterzahltore; GW = erzielte Siegtore; 1 Play-downs/Relegation; Kursiv: Statistik nicht vollständig)